# Laubersbach
Der Laubersbach oder Frammersbach ist ein knapp neun Kilometer langer rechter Zufluss der Lohr im Spessart in Hessen und Bayern.

## Name
Der ursprüngliche Name „Frammersbach“ entstammt dem mittelhochdeutschen Wort bach und dem Personennamen Framberi. Der Bach gab dem Ort Frammersbach, durch den er fließt, seinen Namen.

## Geographie

### Verlauf
Der Laubersbach entspringt in Mosborn im Main-Kinzig-Kreis in Hessen. Er fließt zunächst in südwestliche Richtung, biegt bald nach Südosten ab und erreicht dann den Landkreis Main-Spessart und damit den Freistaat Bayern. Begleitet von der Staatsstraße 2305 fließt er nach Frammersbach, wo der Laubersbach an der Brücke der B276 über diese in die Lohr mündet.

### Flusssystem Lohr
- Liste der Fließgewässer im Flusssystem Lohr